# Witstuitbarmsijs
De witstuitbarmsijs (Acanthis flammea hornemanni synoniem: Carduelis hornemanni) is een zangvogel uit de familie van de vinkachtigen (Fringillidae). Dit taxon werd als soortnaam (Linota hornemanni) in 1843 geldig gepubliceerd door Carl Peter Holbøll. Het epitheton is een eerbetoon aan de Deense botanicus Jens Wilken Hornemann. Volgens de IOC World Bird List is het een ondersoort.

## Kenmerken
De witstuitbarmsijs is 12 tot 14 cm lang. Het uiterlijk vertoont sterke overeenkomst met dat van de barmsijs, met een witte, soms zacht rose stuit, lichtere onderdelen en minder uitgesproken rose op de borst, en een witte vleugelstreep.

## Leefwijze
Het voedsel bestaat voornamelijk uit zaden en insecten.

## Voortplanting
Het legsel bestaat meestal uit vier tot zes blauwe eieren met lichtbruine vlekken.

## Verspreiding en leefgebied
De vogels broeden in bossen en struikgewas van berken op de toendra.  A. f. hornemanni broedt op Groenland en in het oosten van Canada. 's Winters trekken ze zuidelijker tot in het noordoosten van de Verenigde Staten, waar ze voornamelijk leven in bossen, vaak samen met grote barmsijzen.
De nauw verwante ondersoort A. flammea exilipes (die voorkomt in het arctische noordwesten van Noord-Amerika en Eurazië) is een dwaalgast in Nederland. Tot 2008 zijn er 109 bevestigde waarnemingen.